# Schefflera cuatrecasasiana
Schefflera cuatrecasasiana là một loài thực vật có hoa trong Họ Cuồng cuồng. Loài này được Steyerm. miêu tả khoa học đầu tiên năm 1952.